# زبان شاینی
زبان شاینی (Tsėhesenėstsestotseیا با املای ساده‌تر Tsisinstsistots) زبان سرخ‌پوستان شاین از بومیان آمریکا بوده‌است. امروزه این زبان بیشتر در مونتانا و اکلاهمای آمریکا گویشور دارد. این زبان بخشی از خانوادهٔ زبان‌های آلگونکویان است و مانند همهٔ زبان‌های این خانواده در تک واژها کمی پیچیده است.

## دسته بندی
زبان شاینی یکی از زبان‌های آلگونکویان است که خود زیررده‌ای از زبان‌های آلگی است. شاینی به ویژه یک زبان آلگونکویان جلگه‌ای است. البته زبان آلگونکویان جلگه‌ای بیشتر یک زبان همگرا شده از چند زبان است تا یک زبان نو.